# Liste des cours d'eau de l'Islande
Les fleuves sur une île comme l'Islande ne sont pas très longs. Mais quelques-uns sont néanmoins assez connus.
Liste des cours d'eau islandais les plus importants, ordonnés par longueur décroissante :

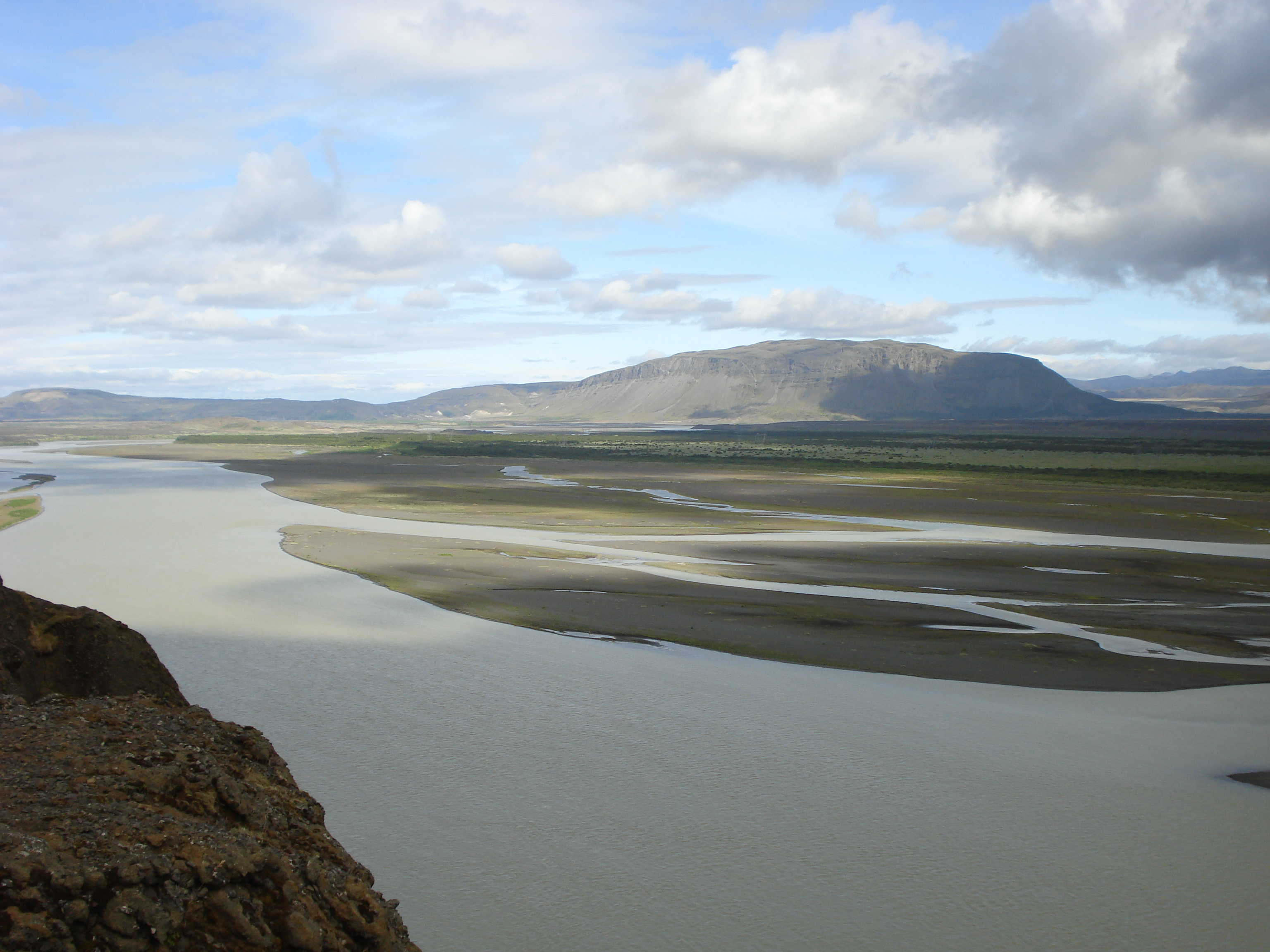
Le Þjórsá

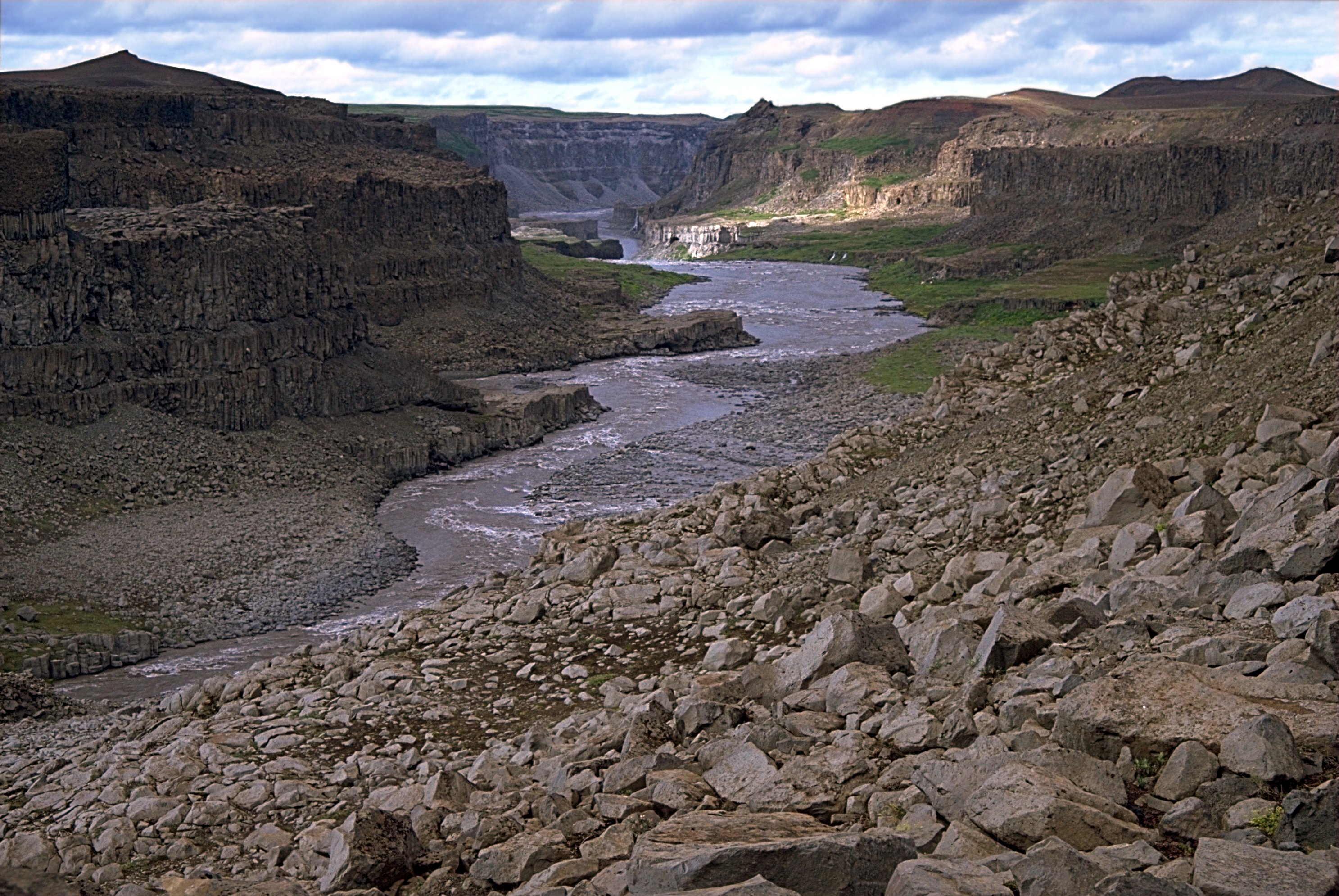
La Jökulsá á Fjöllum

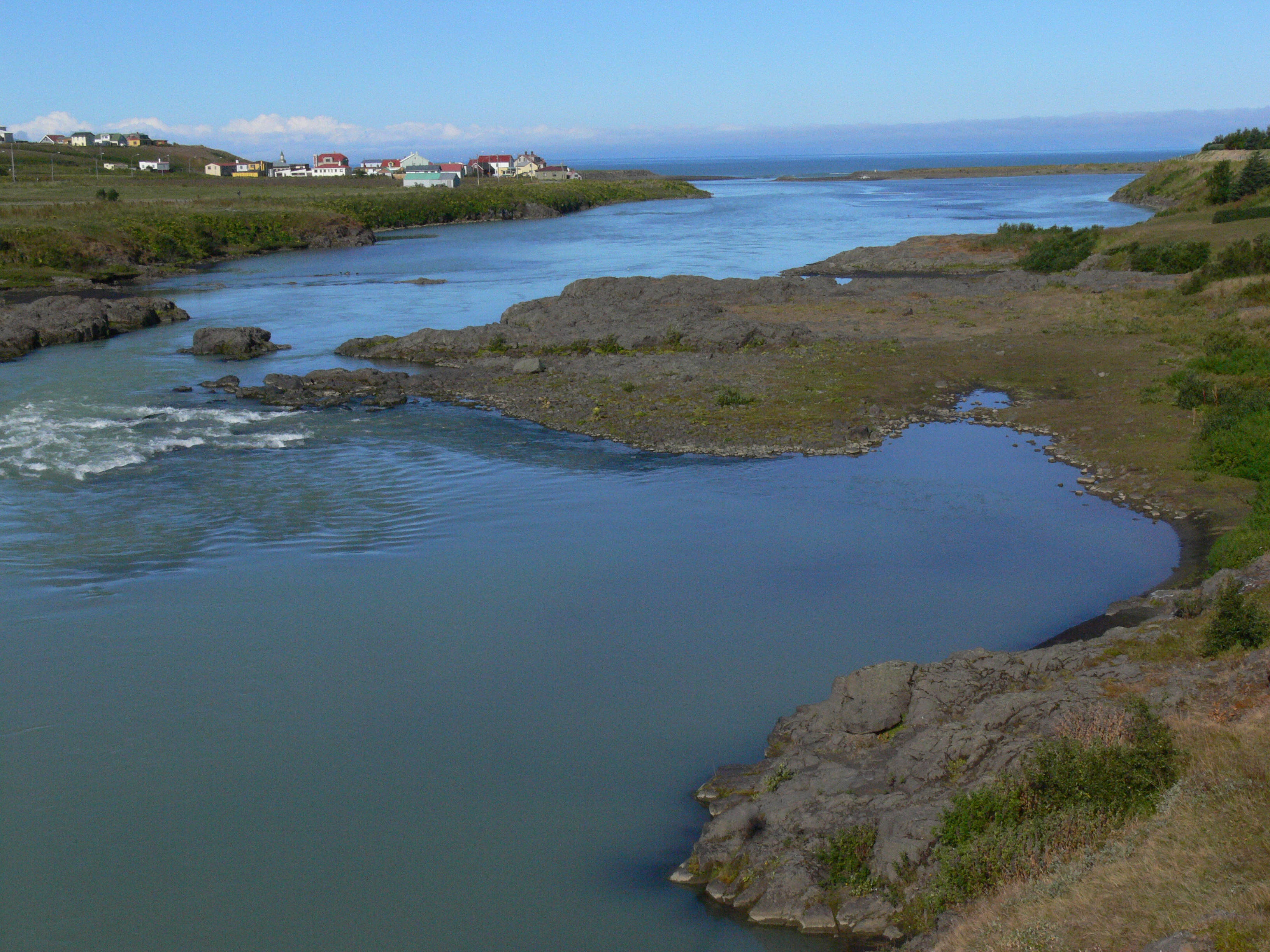
La Blanda

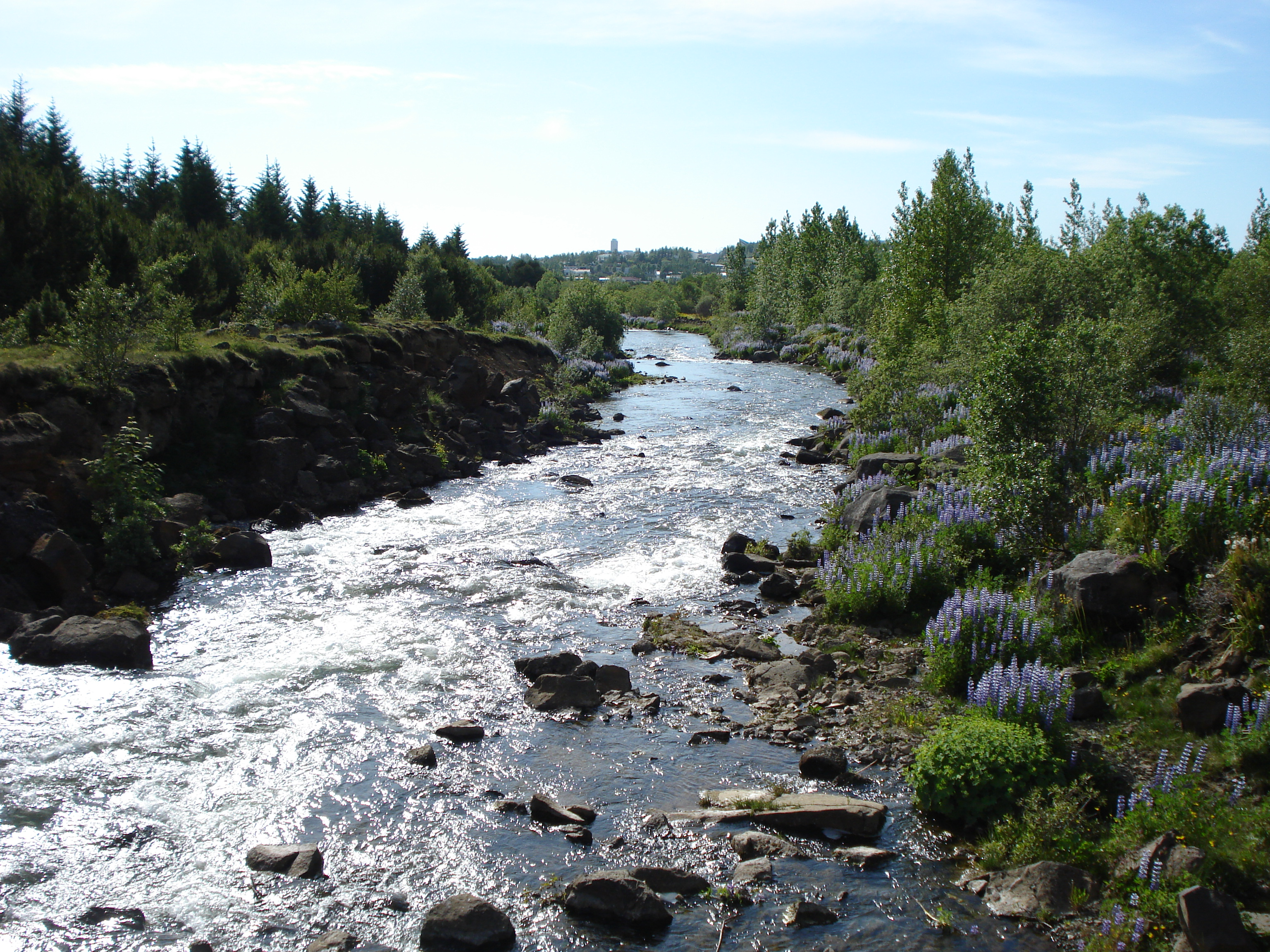
L'Elliðaár

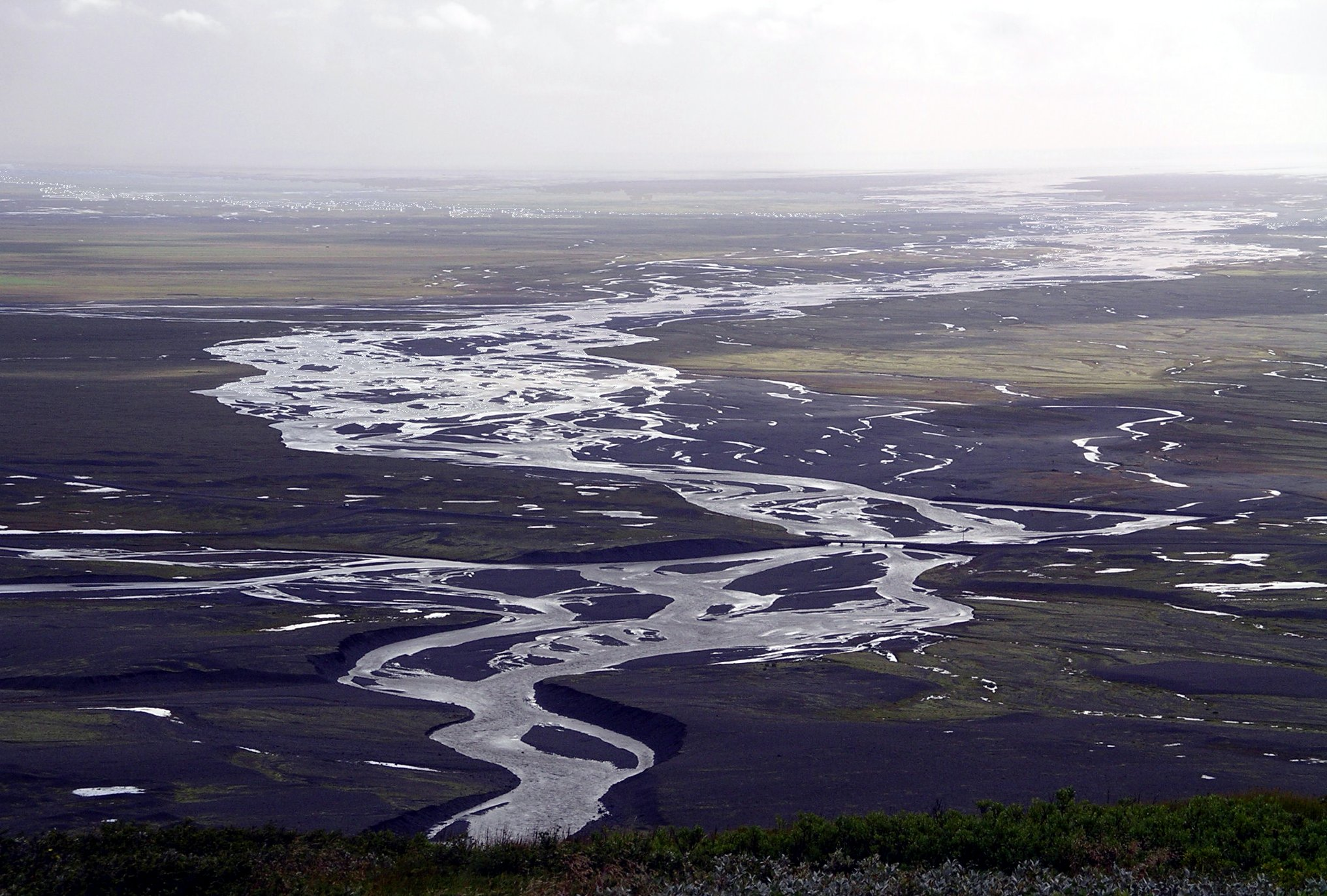
La Skeiðará

| Cours d'eau       | Longueur totale (km) | Source                                                  | Embouchure                                            | Affluents                     | Régions traversées |
| ----------------- | -------------------- | ------------------------------------------------------- | ----------------------------------------------------- | ----------------------------- | ------------------ |
| Þjórsá            | 230                  | Le Hofsjökull                                           | Entre Stokkseyri et Hella                             | Tungnaá                       | Suðurland          |
| Jökulsá á Fjöllum | 206                  | Le Nord du Vatnajökull (Brúarjökull)                    | Öxarfjörður                                           | Arnardalsá                    | Norðurland eystra  |
| Hvítá             | 185                  | Le lac Hvítárvatn                                       | A Selfoss                                             | Búará                         | Suðurland          |
| Skjálfandafljót   | 178                  | Le Vonarskarð en dessous du Bárðarbunga                 | Skjálfandi                                            | Svartá, Sandá et Mjóadalsá    | Norðurland eystra  |
| Jökulsá á Brú     | 150                  | Le Brúarjökull                                          | Héraðsflói                                            | Gilsá                         | Austurland         |
| Tungnaá           | 129                  | A Kerlingar, à l'ouest du Vatnajökull                   | Þjórsá                                                |                               | Suðurland          |
| Blanda            | 125                  | Hofsjökull                                              | A Blönduós, dans la baie de Húnaflói                  | Svartá                        | Norðurland vestra  |
| Hvítá             | 117                  | Eiríksjökull                                            | Borgarfjörður                                         | Norðurá                       | Austurland         |
| Fnjóská           | 117                  | Sprengisandur                                           | Eyjafjörður                                           |                               | Norðurland eystra  |
| Kúðafljót         | 115                  | Mýrdalsjökull                                           | Entre Álfataver et Meðalland                          | Hólmsá, Tungufljót et Eldvatn | Suðurland          |
| Markarfljót       | 100                  | Mýrdalsjökull                                           | Hvolsvöllur                                           | Krossá                        | Suðurland          |
| Laxá í Aðaldal    | 93                   | Le lac Mývatn                                           | Skjálfandafljót                                       | Reykjadalsá                   | Norðurland eystra  |
| Hofsá             | 85                   | Jökuldalsheiði                                          | Vopnafjörður                                          |                               | Austurland         |
| Eyjafjarðará      | 60                   | Eyjafjarðardalur                                        | Eyjafjörður                                           |                               | Norðurland eystra  |
| Kreppa            | 60                   | Brúarjökull                                             | Jökulsá á Fjöllum                                     |                               | Norðurland eystra  |
| Hörgá             | 50                   | Hörgárdalur                                             | Eyjafjörður                                           |                               | Norðurland eystra  |
| Krossá            | 41                   | Mýrdalsjökull                                           | Markarfljót                                           |                               | Suðurland          |
| Héraðsvötn        | 40                   | Réunion des rivières Austari-Jökulsá et Vestari-Jökulsá | Skagafjörður                                          |                               | Norðurland vestra  |
| Elliðaár          | 34                   | De la chaîne montagneuse Bláfjöll                       | Reykjavik / Elliðaárvogur                             |                               | Höfuðborgarsvæðið  |
| Skeiðará          | 30                   | Skeiðarárjökull                                         | Océan Atlantique                                      |                               | Suðurland          |
| Ölfusá            | 25                   | Les rivières Sog et Hvítá (Suðurland)                   | Selfoss                                               | Sog et Hvítá (Suðurland)      | Suðurland          |
| Sog               | 19                   | Þingvallavatn                                           | Selfoss                                               |                               | Suðurland          |
| Múlakvísl         |                      | Mýrdalsjökull                                           | A Mýrdalssandur, entre Hjörleifshöfði et Vík í Mýrdal |                               | Suðurland          |
| Öxará             | 17                   | Le lac Myrkvavatn                                       | Le lac Þingvallavatn                                  |                               | Vesturland         |
| Eystri-Rangá      |                      | Rangárbotn                                              | Þverá                                                 |                               | Suðurland          |
| Norðurá (Mýrar)   |                      | Holtavörtuheiði                                         | Borgarfjörður                                         |                               | Austurland         |
| Dynjandisá        |                      | Dynjandisheiði                                          | Geirþjófsfjörður                                      |                               | Vestfirðir         |
| Glerá             |                      | Glerárdalur                                             | Eyjafjörður                                           |                               | Norðurland eystra  |
| Krossá            |                      | Ódáðahraun                                              | Skjálfandafljót                                       |                               | Norðurland eystra  |
| Norðurá           |                      | Öxnadalsheiði                                           | Héraðsvötn                                            |                               | Norðurland eystra  |